# أبراهام باير
ابراهام باير (بالألمانية: Abraham Baer)‏ (و. 1834 – 1894 م) هو مؤلف، وملحن، وكاتب، وقائد جوقة الترتيل ‏ من ألمانيا، والسويد، توفي في غوتنبرغ، عن عمر يناهز 60 عاماً.